# Abadox: The Deadly Inner War
Abadox: The Deadly Inner War is een shoot 'em up-computerspel uit 1989 voor de Nintendo Entertainment System. Het spel werd ontwikkeld door Natsume en werd in samenwerking met MB uitgebracht. De gameplay van het spel is te vergelijken met andere side-scrolling uit de tijd dat het spel werd uitgebracht. De speler moet verschillende vijanden verslaan, zoals interne organen en trilharen. De moeilijkheidsgraad van het spel is hoog.

## Verhaal
De planeet Abadox wordt in 5012 opgegeten door een groot alienorganisme, genaamd Parasitis. De alien neemt hierna de vorm aan van de zojuist opgegeten planeet en gaat op zoek naar nog meer planten in het sterrenstelsel. Het galactisch leger probeert de alien te verslaan, dit lukt hen echter niet. Het hele leger verdwijnt in de alien, behalve een ziekenschip. Later werd bekendgemaakt dat ook Princess Maria gevangen zit in de alien. Tweede luitenant Nazal krijgt de taak om haar te reden.

## Ontvangst
Het ontwerp van het spel werd goed ontvangen door de media, het spel werd echter afgerekend op zijn moeilijkheidsgraad.
| Beoordeeld door       | Datum            | Score |
| --------------------- | ---------------- | ----- |
| Pixel-Heroes.de       | oktober 2003     | 100%  |
| All Game Guide        | 1998             | 60%   |
| Game Freaks 365       | 2006             | 51%   |
| HonestGamers          | 9 april 2013     | 50%   |
| The Video Game Critic | 12 november 2007 | 25%   |